# Socialite

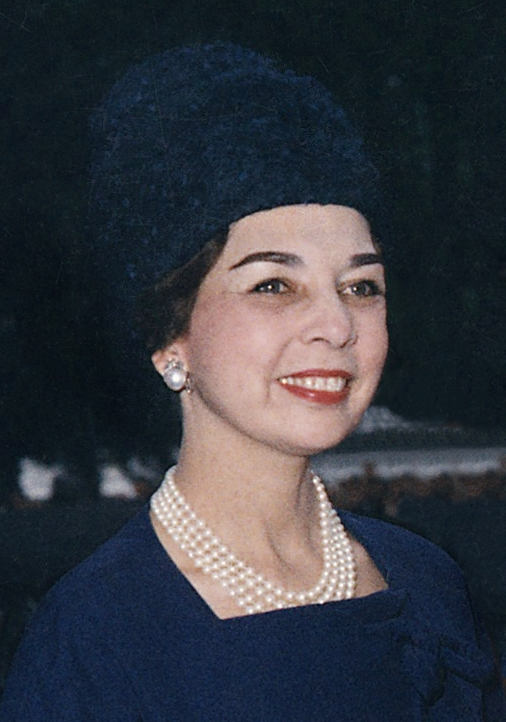
Clorinda Málaga de Prado, una reconocida socialite peruana del.

Una socialite (pronunciado [ˈsoʊʃəˌlaɪt]) es una persona, generalmente de clase social alta, que es famosa por participar en actividades sociales y recepciones. El término es un anglicismo, es decir, un préstamo del idioma inglés. También es común la forma socialité, tratándola erróneamente como proveniente del francés. Según el Oxford English Dictionary, la evidencia más antigua del uso de la palabra es de 1893 en un periódico de Tennessee. Algunos ejemplos conocidos de socialites son Jacqueline Kennedy Onassis y Paris Hilton, entre otras.

## Historia
Nacido en los ambientes cortesanos, tanto de la antigua Roma (Petronio Árbitro) como de las monarquías absolutas europeas (los llamados favoritos, favoritas o validos), el concepto y los modelos, que no la palabra, se forma ya en los siglos XVIII y XIX (Beau Brummell); la mayoría de las primeras socialites eran esposas o amantes de reyes o nobles y serlo era más un deber y un medio de supervivencia y competición que un placer. Era preciso destacar por algo entre muchos otros cortesanos, y el ingenio, la belleza, la fama, el buen gusto o la indumentaria adquirían así un papel fundamental en la búsqueda del encanto o glamour que volvía a una persona más apreciada o popular, y, por tanto, modelo del éxito para las demás mediante la imitación o moda. El dandi o la coqueta, frecuentaban la ópera, las puestas de largo, las fiestas o los salones de alto copete donde las nobles o las salonnières «recibían» y repartían sus favores, promocionando personajes de las artes, las letras o la política, lo mismo que en las cortes reales o nobiliarias, sometidas a la etiqueta, si bien la socialité solo destacaba por ser un modelo de posición social y no estrictamente por sus valores intrínsecos, lo cual se medía por el número de apariciones en los llamados ecos de sociedad de los periódicos, luego en las revistas del corazón y finalmente también en programas y magazines de televisión.
Las primeras damas servían como punto de referencia para el gusto y la moda nacional, y sus apariciones dictaban normas tácitas en la vestimenta; igualmente pasó a ocurrir en el caso de actrices renombradas. Las esposas tímidas a menudo eran obligadas a representar el papel de anfitrionas prósperas y simpáticas ante personas que incluso las despreciaban. Las amantes o favoritas tenían que pagar la cuota para mantener su reputación y usaban sus habilidades sociales para obtener un lugar en la corte y poder conservar a sus amantes.